# Dúmat al-Jàndal
Dúmat al-Jàndal (àrab: دومة الجندل, Dūmat al-Jandal) és un oasi de l'Aràbia Saudita, entre Aràbia i Hawran. Les tribus de la zona són anomenades al-Huwaytat.
Mahoma va fer tres expedicions per sotmetre la zona: el 626 (sense cap resultat); el 627 o 628 sota la direcció d'Abd-ar-Rahman ibn Awf, que va convertir a un cap; i 629, dirigida per Khàlid ibn al-Walid que va sotmetre l'oasi i va imposar una contribució de guerra al xeic Ukaydir ibn Abd-al-Màlik al-Kindí al-Sakuní. Fou el primer lloc escollit per la reunió d'àrbitres que havien de dirimir el conflicte entre Alí ibn Abi-Tàlib i Muàwiya I l'omeia després de la batalla de Siffín. Després el lloc va quedar oblidat.
Els otomans hi van exercir una sobirania nominal del segle xvi al xix. Al començament del segle xix els wahhabites es van apoderar de la regió però el 1855 va caure en mans de l'emir Talal dels Banu Raixid de Jabal Xammar amb capital a Hail. El 1909 fou ocupat per Nuri ibn Xalan, xeic dels Ruwal·la, però els Banu Raixid la van recuperar el 1920 per ser dominada pels saudites a l'any següent (1921) junt amb tot el Xammar.
Vers 1924 Transjordània va intentar fixar la seva frontera una mica al sud fins a Nafud però els saudites s'hi van oposar al congrés de Kuwait (1923-1924) i el litigi va restar pendent. Els saudites van fer incursions a Transjordània en el marc de la seva guerra contra Hijaz i Iraq. La frontera fou delimitada per l'acord de Hadda entre els saudites i Sir G. Clayton el 2 de novembre de 1925.